# Friederike Bröll

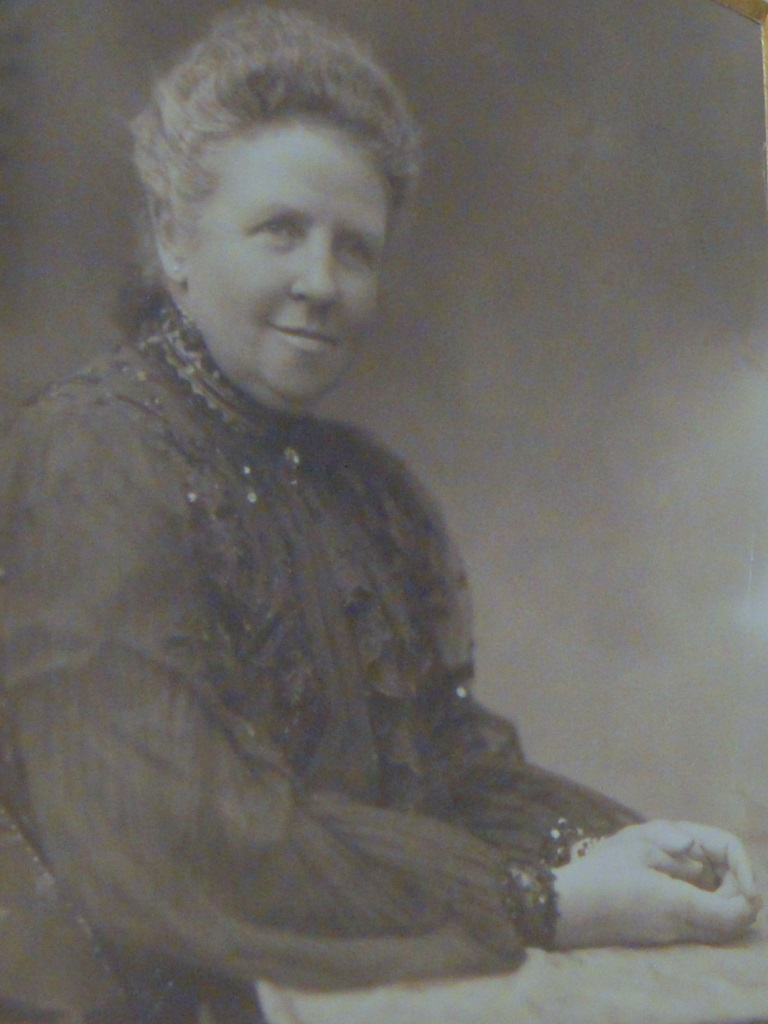
Friederike Bröll (1900); aus dem Prunkalbum des Allgemeinen Deutschen Frauenvereins mit Fotografien der Aktivistinnen

Friederike Bröll (* 22. Januar 1854 in Frankfurt am Main; † 12. Januar 1941 Bad Homburg) war eine deutsche Sozialpolitikerin und Frauenrechtlerin.

## Leben
Friederike Bröll engagierte sich überregional und regional für die Frauenbewegung und die Gleichberechtigung der Frauen. Im Jahr 1900 übernahm sie den Vorsitz des Frankfurter Vereins Rechtsschutzstelle für Frauen. Dieser hatte es sich zur Aufgabe gemacht, Frauen über ihre privaten und politischen Rechte aufzuklären. Bröll verteidigte hier die Unterstützung von Frauen in Konfliktsituationen durch Laien, obwohl ihr Verein auch eine Juristin eingestellt hatte. Im folgenden Jahr wurde sie auch Vorsitzende des Kaufmännischen Vereins weiblicher Angestellter, ihre Vorgängerin war Anna Edinger gewesen. Dem Vorstand der Frankfurter Ortsgruppe des Allgemeinen Deutschen Frauenvereins (ADF) gehörte sie seit 1904 an. Hier wirkte sie mit ihrer Schwägerin Emma Bröll zusammen, die von 1896 bis 1906 dem Vorstand angehörte. Friederike Bröll gehörte von 1905 bis 1911 zudem dem Hauptvorstand des ADF an. Gemeinsam mit Edinger saß Bröll 1905 und 1906 in der Kommission für kaufmännisches Unterrichtswesen des Bund Deutscher Frauenvereine (BDF) an, beide konnten die Auflösung der Kommission allerdings nicht verhindern.

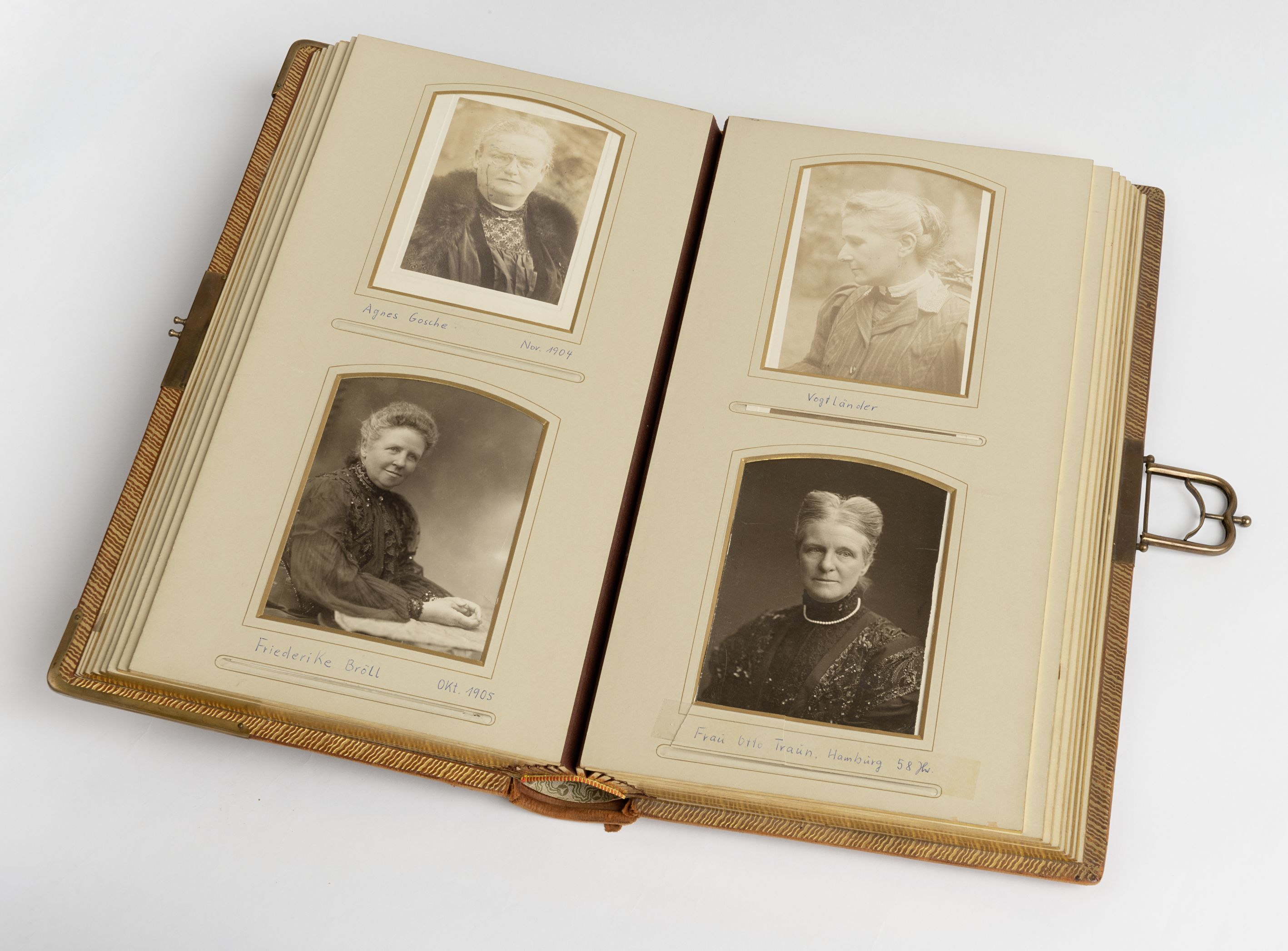
Prunkalbum des ADF (Bröll unten links)

Mit ihrer Schwägerin engagierte sie sich beim linksliberalen Demokratischen Verein, 1908 wurde Friederike in den erweiterten Vorstand gewählt und 1909 ebenfalls Emma. Mit den Frankfurter Frauenrechtlerinnen Anna Edinger und Bertha Pappenheim reiste Bröll 1911 zum Frauenstimmrechtskongress nach Stockholm. Als deutsche Delegierte des internationalen Frauenweltbundes (IWSA) setzte sich Bröll für Frauenrechte und die Einführung des Frauenwahlrechts in Deutschland ein. Ihr Amt im Hauptvorstand des ADF gab sie 1911 zu Gunsten von Jenny Apolant auf.

### Familie
Ihr Ehemann war der Kaufmann Wilhelm Bröll, sie hatten zwei Kinder. Friederike war evangelisch.